# Freya Møller-Sørensen
Freya Møller-Sørensen (Freya Miller) er en dansk skuespiller. Hun er født i København og uddannet som skuespiller fra East 15 i London i 1999. Hun har medvirket i tv-serier og film, lige som hun har spillet teater på blandt andet Café Teatret og Husets Teater. Desuden er hun en meget brugt stemme på bl.a. reklame-film og video games i England, Danmark og Sverige.
I december 2021 vandt Freya Miller en Voice Arts Award uddelt på Guggenheim i New York City.

## Filmografi

### Film
- Inkasso (2004)
- Deadline (2005)

### Kortfilm
- Wonder Kid (2005) og
- En Misforståelse (2006)
- The Trial of Marlene Dietrich (2008)
- Deviation (2009)
- Fido 1 (2009)

### Tv
- Ørnen (en episode)
- Krøniken (en episode)